# سیارک ۱۱۷۵۹
سیارک ۱۱۷۵۹ (به انگلیسی: 11759 Sunyaev، نامگذاری:4075P-L) یازده هزار و هفتصد و پنجاه و نهمین سیارک کشف شده‌است که در ۲۴ سپتامبر ۱۹۶۰ کشف شد.